# Curetis tagalina
Curetis tagalina är en fjärilsart som beskrevs av Hans Fruhstorfer 1908. Curetis tagalina ingår i släktet Curetis och familjen juvelvingar. Inga underarter finns listade i Catalogue of Life.